# Wald-Flattergras
Das Wald-Flattergras (Milium effusum), auch Gewöhnliches Flattergras, Waldhirse oder Weiches Flattergras genannt, ist eine Pflanzenart aus der Gattung der Flattergräser (Milium) innerhalb der Familie der Süßgräser (Poaceae). Es kommt in großen Teilen Eurasiens und im östlichen Nordamerika vor.

## Beschreibung

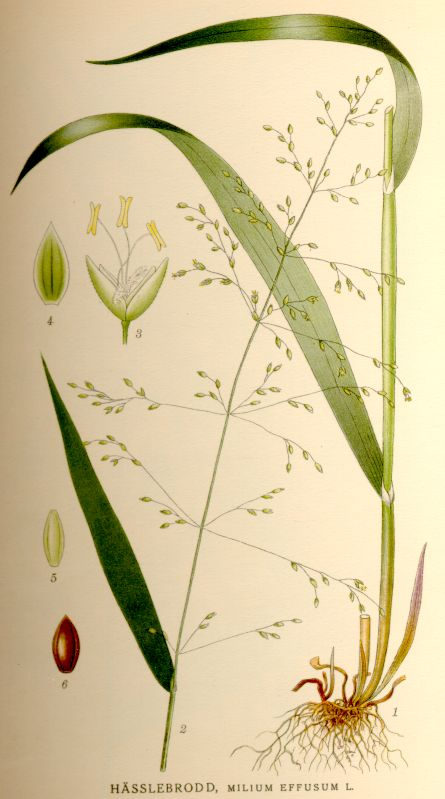
Illustration mit Darstellung aller Pflanzenteile

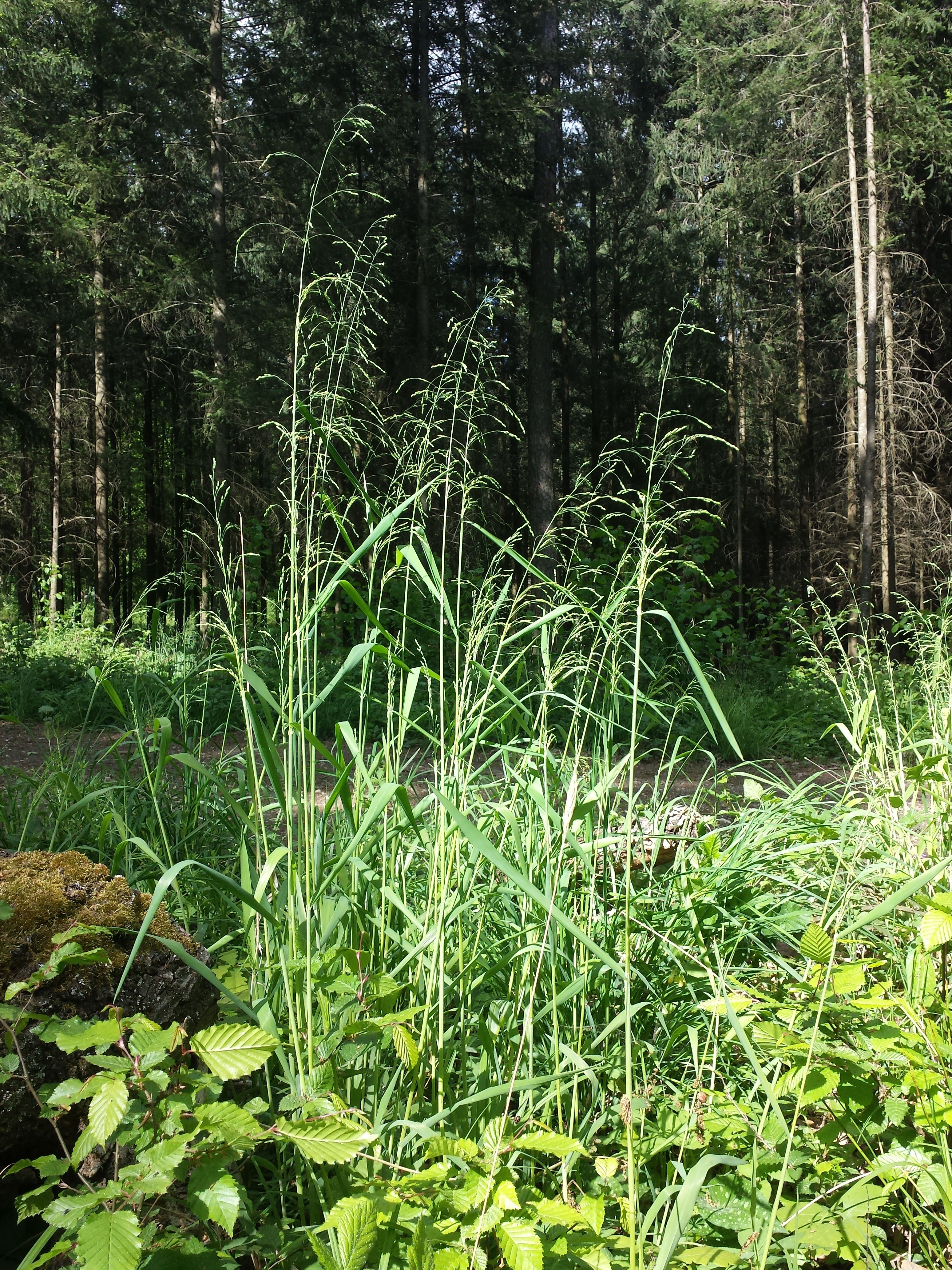
Habitus von Milium effusum subsp. effusum

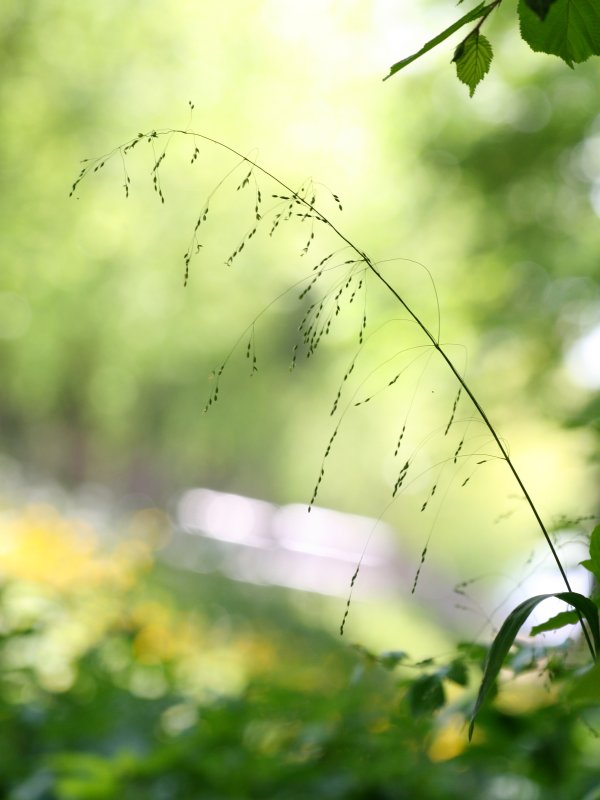
Rispiger Blütenstand

Ährchen. Glu = Hüllspelze, Lem = Deckspelze, Pal = Vorspelze

### Vegetative Merkmale
Das Wald-Flattergras ist eine überwinternd grüne, ausdauernde krautige Pflanze, die Wuchshöhen von 50 bis 100, seltener bis zu 120 Zentimeter erreicht. Es bildet lockere Horste mit kurzen, unterirdischen Ausläufern, die eine gelbliche und kurz behaarte Schuppung besitzen. Unter den untersten Blattscheiden wachsen einzelne Erneuerungssprossen in die Höhe. Die unverzweigten, aufrechten Halme sind schlank bis mittelmäßig dick, glatt und kahl; in der unteren Hälfte weisen sie drei bis fünf kahle Knoten auf.
Die wechselständig am Halm angeordneten Laubblätter sind in Blattscheide und -spreite gegliedert. Von den glatten und kahlen Blattscheiden ist die unterste dünn und zerfasert. Das häutige, milchig weiße Blatthäutchen ist bis zu 9 Millimeter lang, am oberen Ende gerundet und zerschlitzt. Die bläulich grünen, kahlen Blattspreiten besitzen eine Länge von 10 bis 20, seltener bis zu 30 Zentimeter und eine Breite von bis zu 1,5 Zentimeter. Sie sind dünn, unterseits gekielt und flach ausgebreitet mit schwachen Riefen. Nerven und Ränder fühlen sich rau an.

### Generative Merkmale
Die Blütezeit reicht von Mai bis Juli. Der 10 bis 30 Zentimeter lange und bis zu 20 Zentimeter breite, rispige Blütenstand ist im Umriss ei- oder pyramidenförmig und locker ausgebreitet mit oft etwas nickendem oberen Ende. Die in drei- bis sechsteiligen Büscheln von der Hauptachse abgehenden Seitenäste stehen oft weit ab und sind am oberen Ende etwas herab gebogen, manchmal im oberen Teil etwas geschlängelt. Der basale Teil ist glatt und trägt keine Ährchen, der distale Teil ist wie die Ährchenstiele rau. Das 2,4 bis 3,6 Millimeter lange, grannenlose Ährchen ist einblütig und hellgrün, seltener rötlich überlaufen. Die Form des Ährchens ist schmal elliptisch bis eiförmig mit einer Spitze; der Querschnitt ist rund. Es besitzt zwei Hüllspelzen, die die Deckspelze überragen; die Spelzen sind gerundet.
Die glatte und kahle Karyopse ist bei einer Länge von etwa 2 Millimeter im Umriss breit-elliptisch.
Die Chromosomenzahl beträgt 2n = 14 oder 28.

## Ökologie
Das Wald-Flattergras ist ein wintergrüner Hemikryptophyt und eine Horstpflanze mit kriechendem Rhizom und flach wurzelnden, unterirdischen Ausläufern. Vegetative Vermehrung erfolgt durch kurze, unterirdische Ausläufer.
Blütenökologisch handelt es sich um schwach vorweibliche Blüten mit Windblütigkeit nach dem „Langstaubfädigen Typ“.
Die Diasporen (Ausbreitungseinheiten) sind die von den knorpelig verhärteten, glänzenden, unbegrannten  Deck- und Vorspelzen umschlossenen Karyopsen. Die Hüllspelzen bleiben auf der Pflanze zurück. Die Windausbreitung erfolgt als Flieger und Windstreuer. Vermutlich tritt auch Ameisenausbreitung auf. Die Karyopsen sind Kältekeimer. Fruchtreife ist von Juli/August bis Oktober.

## Vorkommen
Das Wald-Flattergras im weiteren Sinne (Milium effusum s. l.) ist – mit einer großen Verbreitungslücke in Ostsibirien – transpaläarktisch verbreitet und kommt zudem im östlichen Nordamerika vor. Im südlichen Europa fehlt es lediglich auf einem Großteil der Iberischen Halbinsel, den Balearen, den Azoren und Kreta. Im nördlichen Europa gibt es keine Vorkommen auf Spitzbergen und den Färöern. In allen anderen Ländern hat es Vorkommen und fehlt nur in Nordmazedonien und in Belarus.
Im Nahen Osten liegt die Südgrenze der Verbreitung in Zentral- und Nordostanatolien und im Nordwestiran. In Mittelasien reicht die dort teils disjunkte Verbreitung bis in die Dsungarei, den Tianschan und den Pamir-Alai sowie teils bis in den Himalaya und den Nan Shan. In Ostasien kommt das Wald-Flattergras nur im Süden von Ostsibirien vor und zudem in einem disjunkten Teilareal in Japan und Korea sowie auf Kamtschatka, Sachalin, den Kurilen, im Bereich von Ussuri, Uda und in der Seja-Bureja-Ebene. Auch auf Taiwan ist das Wald-Flattergras zu finden. In Nordamerika erstreckt sich das Areal vom Bereich der Großen Seen bis zur Ostküste. Die Westgrenze liegt im nordöstlichen South Dakota und in Manitoba, die Nordostgrenze in Neufundland und Nova Scotia und die Südgrenze in Illinois und North Carolina. In Neuseeland kommt das Wald-Flattergras synanthrop vor.
In Mitteleuropa ist das Wald-Flattergras häufig und verbreitet und fehlt nur auf den Nordseeinseln sowie auf den ärmeren Böden der nordwestdeutschen Marschen. Im nordwestdeutschen Tiefland sind die Vorkommen ohnehin recht zerstreut.
Das Wald-Flattergras besiedelt anspruchsvolle, artenreiche Laub- und Mischwälder und wächst bis zur subalpinen Hochstauden- und Gebüschvegetation. In bodensauren Wäldern ist es seltener zu finden. Der Boden muss frisch bis feucht, nährstoffreich, locker und feinerdig sowie neutral bis schwach sauer sein. Das Wald-Flattergras ist ein Humuszeiger und eine Mullbodenpflanze, die auf tiefgründigen, steinigen, sandigen oder reinen Lehmböden vorkommt. Auf Sandstein wächst sie selten und auf Kalk nur bei einer umfangreichen Humusschicht. Sie steht im Halbschatten oder im Schatten. Das Wald-Flattergras wächst bevorzugt in frischen, anspruchsvollen Laub- und Mischwäldern mit reicher Humusschicht, in Schlaggebüschen und Hochstaudenfluren.
Die ökologischen Zeigerwerte nach Landolt et al. 2010 sind in der Schweiz: Feuchtezahl F = 3 (mäßig feucht), Lichtzahl L = 2 (schattig), Reaktionszahl R = 2 (sauer), Temperaturzahl T = 3+ (unter-montan und ober-kollin), Nährstoffzahl N = 3 (mäßig nährstoffarm bis mäßig nährstoffreich), Kontinentalitätszahl K = 2 (subozeanisch).
Die Höhenverbreitung reicht in den Alpen bis in Höhenlagen von etwa 2400 Metern. Diese Höhenlage wird in Graubünden am Westhang des Piz Murtaröl erreicht. In den Allgäuer Alpen steigt es in der Unterart Milium effusum subsp. alpicola in Bayern am Rotkopf am Laufbacher Eck bis zu einer Höhenlage von 2050 Meter auf.

## Systematik
Die Erstveröffentlichung von Milium effusum erfolgte 1753 durch Carl von Linné in Species Plantarum, Tomus I, S. 61. Synonyme für Milium effusum L. sind: Agrostis effusa (L.) Lam., Decandolia effusa (L.) Bastard, Melica effusa (L.) Salisb., Miliarium effusum (L.) Moench, Milium confertum L., Milium effusum subsp. alpicola Chrtek, Milium effusum subsp. confertum (L.) K.Richt., Milium effusum var. elatius Koch, Milium effusum var. latifrons Podp., Milium effusum var. subacaule Jans & Wacht., Milium effusum var. variegatum Ducommun, Milium transsilvanicum Schur, Paspalum effusum (L.) Raspail.
Bei manchen Autoren gibt es von Milium effusum mehrere Unterarten:
- Milium effusum L. subsp. effusum
- Alpen-Flattergras[14] oder Alpen-Waldhirse[4] (Milium effusum subsp. alpicola Chrtek): Ihre Blütenstände sind 10 bis 18 Zentimeter lang, ziemlich dicht und die Rispenäste sind 2 bis 4 Zentimeter lang und gewöhnlich aufrecht.[8] Sie kommt in Italien, in der Schweiz, in Österreich, Deutschland[14], Slowenien, Tschechien und in der Slowakei vor.[7] Meist kommt sie oberhalb der Baumgrenze vor.[15] Sie wird von manchen Autoren als Synonym zu Milium effusum gestellt.[11]
- Milium effusum subsp. cisatlanticum (Fernald) A.Haines:[12][16] Sie kommt in Nordamerika vor. Vom manchen Autoren wird sie aber als Synonym zu Milium effusum L. gestellt.[11]